# Хипстер-хоп
Хипстер-хоп (англ. hipster hop), слияние слов «хипстер» и «хип-хоп» — это поджанр альтернативного хип-хопа, а если конкретнее, «инди-рок-просвещённый хип-хоп» (англ. indie rock-informed hip-hop). Также известен как хипстер-рэп (англ. hipster rap).

## Этимология
Согласно критику Мэтту Прейре, пишущему для газеты Miami New Times, хипстер-хоп представляет собой «заметный переходный этап в рэп-музыке», который включает элементы хипстерской культуры. Прейра заявляет, что хипстер-хоп — это «…микрожанр, который находится на пороге того, чтобы штурмом захватить мейнстрим». Критик Chicago Reader Майлс Реймер гласит, что хипстер-рэп «является олицетворением такого же утопического, „большепалаточного“ идеала, каким делался и олдскульный хип-хоп». Согласно Реймеру, хипстер-хоп работает на «передовом рубеже взаимодействия между рэп-музыкой и музыкой танцевальной», будучи определённым модой и взглядами в стиле хипстеров.

## Характеристика
В целом, хипстер-рэп характеризуется размытостью границ между «„чистым“ рэпом, хип-хопом, ар-н-би, попом и роком». Критики нередко связывают его с сиэтлскими, вашингтонскими группами, такими как Mad Rad, хотя эта группа отрицает, что их музыка входит в этот жанр.
Популярные хипстер-хоп-артисты (либо артисты, ассоциируемые с этим стилем) включают таких исполнителей, как Кид Кади, Чайлдиш Гамбино, Микилл Пейн, Кид Систер, Крейшан, XV, Чидди Бэнг, Маклемор, Азилия Бэнкс, а также такие группы, как The Swank и Air Dubai.